# 徳島眉山天神社
徳島眉山天神社（とくしまびざんてんじんじゃ）は、徳島県徳島市にある神社である。眉山山麓に位置する。

## 祭神
- 菅原道真公

## 由緒
潮音寺（当神社の北方50m、徳島市西山手町に位置）の鎮守として、瑞巌寺の一顎和尚が、甲斐国（現山梨県）の恵林寺から携えてきた渡唐天神木像をまつったのが起源とされる。文化6年（1809年）に現在の社地に一社を創建。徳島藩主である蜂須賀家を代々保護した。

## 祭事
- 1月1日 - 元旦祭
- 1月15日 - 成人式
- 7月24日 - 例祭（天神祭）

## 境内社
- 九人大明神
- 稲荷大明神
- 姫宮さん
- 筆塚
- 針塚

## アクセス
- JR徳島駅から徒歩約11分。